# Rehaupal
Rehaupal ([ʁeopal] , en vosgien de la montagne [ʁhoːpoː]) est une commune française située dans le département des Vosges en région Grand Est. Elle fait partie de la Communauté de communes des Hautes Vosges.
À la suite d'une consultation, les habitants sont appelés les Rehaupaux.

## Géographie

### Localisation
Rehaupal est situé à l'écart des axes de circulation, il est traversé par le Barba, petit affluent gauche de la Vologne.

### Géologie et relief
La vallée, étroite, est d'origine glaciaire mais la commune n'occupe que l'adret car l'ubac est situé sur le territoire du Tholy. Les autres communes limitrophes sont Laveline-du-Houx en aval, au nord-ouest, Champdray au nord et à l'est et Liézey à l'extrême est.
Les coteaux sont en forte déclivité, couverts de forêts et de prés. On y trouve les hameaux de Varinfête et des Spaxes. La forêt occupe 172 hectares soit 37 % au total. L'agriculture occupe 273 hectares du territoire communal, soit 67,5 %, elle est tournée vers l'élevage et la production laitière. Les friches et les landes occupent 18 hectares, soit 3,5 % du sol.
Sa proximité avec la station de Gérardmer (15 km), dans un cadre resté sauvage, lui confère les atouts d'un tourisme vert recherché, d'autant plus qu'Épinal n'est qu'à 25 km à l'ouest.

### Sismicité
Commune située dans une zone 3 de sismicité modérée.
| Laveline-du-Houx |          | Champdray |
| Tendon           | Rehaupal |           |
| Le Tholy         |          | Liézey    |

### Hydrographie et les eaux souterraines
Hydrogéologie et climatologie : Système d’information pour la gestion des eaux souterraines du bassin Rhin-Meuse :
Territoire communal : Occupation du sol (Corinne Land Cover); Cours d'eau (BD Carthage),
Géologie : Carte géologique; Coupes géologiques et techniques,
 Hydrogéologie : Masses d'eau souterraine; BD Lisa; Cartes piézométriques.
La commune est située dans le bassin versant du Rhin au sein du bassin Rhin-Meuse. Elle est drainée par le ruisseau Le barba, le ruisseau de Christele Pierre et le ruisseau des Spaxes,.
Le Barba, d'une longueur totale de 15,7 km, prend sa source dans la commune de Liézey et se jette dans la Vologne à Docelles, après avoir traversé huit communes.
La qualité des eaux de baignade et des cours d’eau peut être consultée sur un site dédié géré par les agences de l’eau et l’Agence française pour la biodiversité.

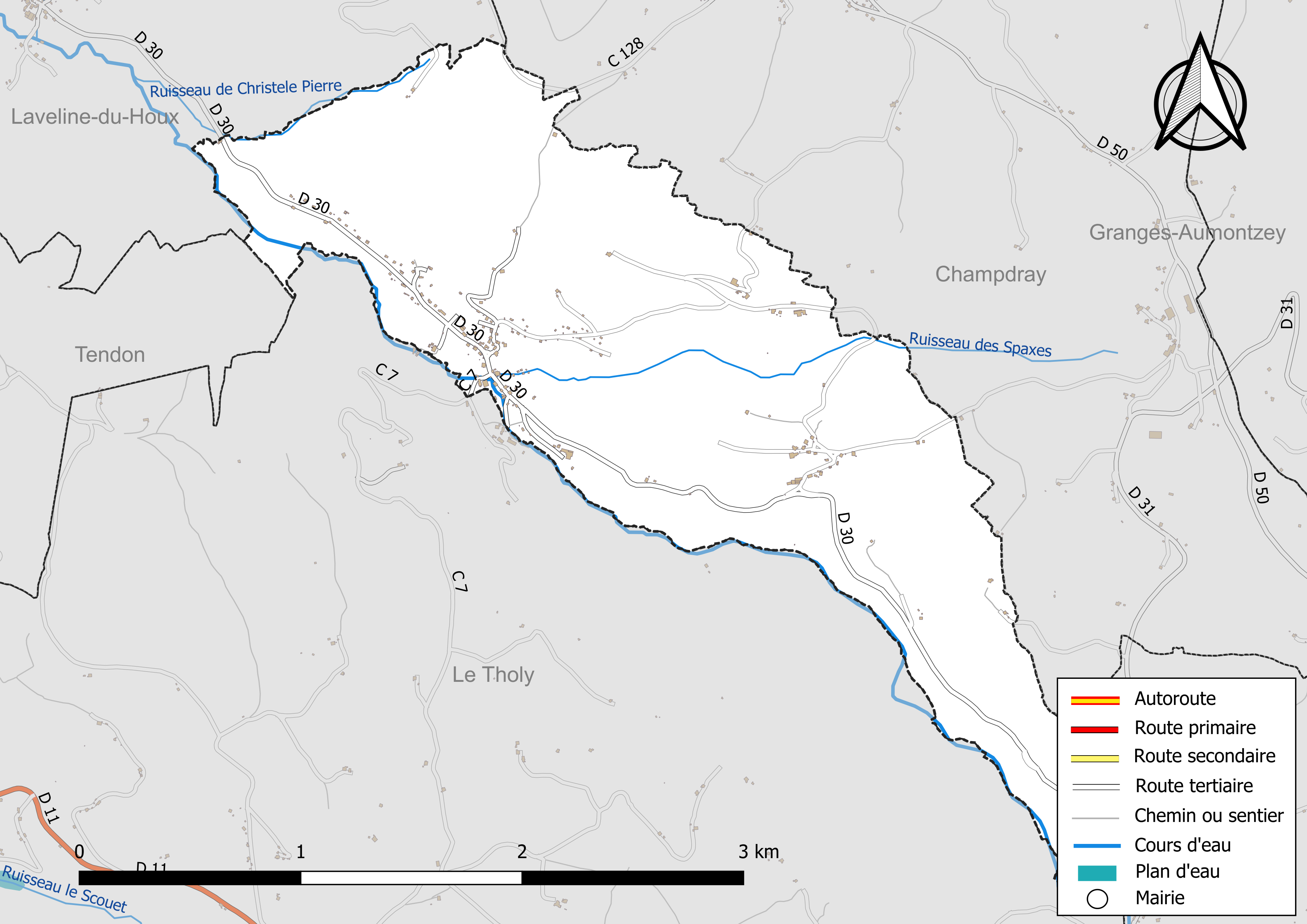
Réseaux hydrographique et routier de Rehaupal.

### Climat
Pour des articles plus généraux, voir Climat du Grand Est et Climat du département des Vosges.
En 2010, le climat de la commune est de type climat de montagne, selon une étude du Centre national de la recherche scientifique s'appuyant sur une série de données couvrant la période 1971-2000. En 2020, Météo-France publie une typologie des climats de la France métropolitaine dans laquelle la commune est exposée à un climat semi-continental et est dans la région climatique  Vosges, caractérisée par une pluviométrie très élevée (1 500 à 2 000 mm/an) en toutes saisons et un hiver rude (moins de 1 °C). 
Pour la période 1971-2000, la température annuelle moyenne est de 8,8 °C, avec une amplitude thermique annuelle de 16,7 °C. Le cumul annuel moyen de précipitations est de 1 584 mm, avec 14,8 jours de précipitations en janvier et 11,2 jours en juillet. Pour la période 1991-2020, la température moyenne annuelle observée sur la station météorologique de Météo-France la plus proche, « Le Roulier_sapc », sur la commune du Roulier à 10 km à vol d'oiseau, est de 10,2 °C et le cumul annuel moyen de précipitations est de 1 000,2 mm. 
La température maximale relevée sur cette station est de 38,1 °C, atteinte le 25 juillet 2019 ; la température minimale est de −18,3 °C, atteinte le 20 décembre 2009,,. 
Les paramètres climatiques de la commune ont été estimés pour le milieu du siècle (2041-2070) selon différents scénarios d'émission de gaz à effet de serre à partir des nouvelles projections climatiques de référence DRIAS-2020. Ils sont consultables sur un site dédié publié par Météo-France en novembre 2022.

## Urbanisme

### Typologie
Au 1er janvier 2024, Rehaupal est catégorisée commune rurale à habitat dispersé, selon la nouvelle grille communale de densité à sept niveaux définie par l'Insee en 2022.
Elle est située hors unité urbaine et hors attraction des villes,.

### Occupation des sols
L'occupation des sols de la commune, telle qu'elle ressort de la base de données européenne d’occupation biophysique des sols Corine Land Cover (CLC), est marquée par l'importance des forêts et milieux semi-naturels (50,8 % en 2018), une proportion identique à celle de 1990 (50,8 %). La répartition détaillée en 2018 est la suivante : 
forêts (50,8 %), prairies (46,5 %), zones agricoles hétérogènes (2,7 %). L'évolution de l’occupation des sols de la commune et de ses infrastructures peut être observée sur les différentes représentations cartographiques du territoire : la carte de Cassini (XVIIIe siècle), la carte d'état-major (1820-1866) et les cartes ou photos aériennes de l'IGN pour la période actuelle (1950 à aujourd'hui).

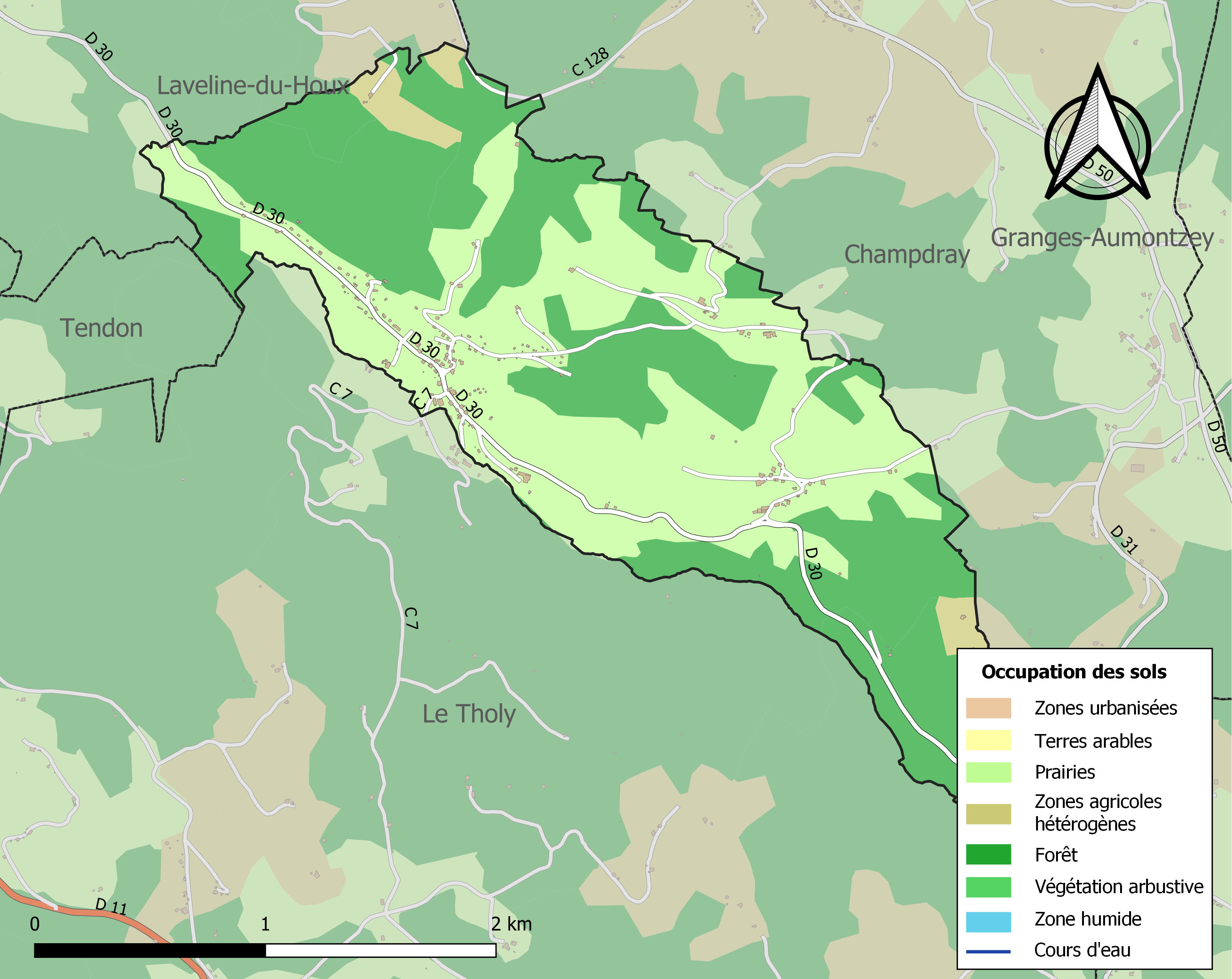
Carte des infrastructures et de l'occupation des sols de la commune en 2018 (CLC).

## Toponymie
Raihaupaulz (XIVe siècle) ; Rehaulpault (1417) ; Rehaulpal (1418) ; Rehaulpaul (1593) ; Rehaupau (1594) ;  Réaulpaux (1649)[réf. nécessaire].
De palu (« marais »). Le L final est dû à l'adjonction du suffixe diminutif germanique -le, variante de -lein, d'où *-pachle, francisé en -pasle > -pals > -pal. Même explication pour Gerbépal qui est attesté sous la forme Gerbelpaul au XVIe siècle. Il est possible qu’une influence réciproque explique l'analogie des deux terminaisons -pal.

## Histoire
Le nom du village, Raihaupaulz, est attesté dès le XIVe siècle. La seigneurie du village de Rehaupal appartenait au chapitre de Remiremont. Au spirituel, la commune dépendait de la paroisse de Champdray, séparée en 1670 de la cure de Champ.
De 1790 à l’an IX, Rehaupal a fait partie du canton de Granges qui fut versé dans celui de Corcieux.
Le 9 septembre 1944, des Allemands de la Waffen-SS accompagnés de cinq miliciens  ont fusillé dix hommes de Rehaupal, dont le maire, un conseiller municipal et deux membres des FFI. Cette opération faisait suite à une attaque de véhicules par les maquisards de Beauménil.
La commune a été décorée, le 11 novembre 1948, de la Croix de guerre 1939-1945.

## Politique et administration

### Finances locales

#### Budget et fiscalité 2022
En 2022, le budget de la commune était constitué ainsi :
- total des produits de fonctionnement : 217 000 €, soit 1 028 € par habitant ;
- total des charges de fonctionnement : 181 000 €, soit 860 € par habitant ;
- total des ressources d’investissement : 82 000 €, soit 387 € par habitant ;
- total des emplois d’investissement : 40 000 €, soit 188 € par habitant ;
- endettement : 89 000 €, soit 423 € par habitant.

Avec les taux de fiscalité suivants :
- taxe d'habitation : 21,71 % ;
- taxe foncière sur le bâti : 38,38 % ;
- taxe foncière sur les propriétés non bâties : 22,16 % ;
- taxe additionnelle à la taxe foncière sur les propriétés non bâties : 38,75 % ;
- cotisation foncière des entreprises : 24,73 %.

Chiffres clés Revenus et pauvreté des ménages en 2021 : médiane en 2021 du revenu disponible, par unité de consommation : 23 560 €.

### Liste des maires
| Période                                  | Période        | Identité           | Étiquette  | Qualité                |
| ---------------------------------------- | -------------- | ------------------ | ---------- | ---------------------- |
| Les données manquantes sont à compléter. |                |                    |            |                        |
|                                          | septembre 1944 | André Rivat        |            | Fusillé par l'occupant |
| juin 1995                                | mars 2008      | Philippe Jacquemin | Écologiste | Professeur des écoles  |
| mars 2008                                | mars 2014      | Étienne Bonne      |            | Agriculteur retraité   |
| mars 2014                                | En cours       | Éric Tisserant     |            | Employé                |

## Population et société

### Démographie

#### Évolution démographique
L'évolution du nombre d'habitants est connue à travers les recensements de la population effectués dans la commune depuis 1793. Pour les communes de moins de 10 000 habitants, une enquête de recensement portant sur toute la population est réalisée tous les cinq ans, les populations de référence des années intermédiaires étant quant à elles estimées par interpolation ou extrapolation. Pour la commune, le premier recensement exhaustif entrant dans le cadre du nouveau dispositif a été réalisé en 2005.

En 2022, la commune comptait 208 habitants, en évolution de −1,42 % par rapport à 2016 (Vosges : −2,96 %, France hors Mayotte : +2,11 %).
| 1793 | 1800 | 1806 | 1821 | 1831 | 1836 | 1841 | 1846 | 1856 |
| ---- | ---- | ---- | ---- | ---- | ---- | ---- | ---- | ---- |
| 305  | 250  | 333  | 388  | 416  | 470  | 543  | 560  | 416  |

| 1861 | 1866 | 1876 | 1881 | 1886 | 1891 | 1896 | 1901 | 1906 |
| ---- | ---- | ---- | ---- | ---- | ---- | ---- | ---- | ---- |
| 398  | 393  | 392  | 517  | 438  | 354  | 423  | 388  | 295  |

| 1911 | 1921 | 1926 | 1931 | 1936 | 1946 | 1954 | 1962 | 1968 |
| ---- | ---- | ---- | ---- | ---- | ---- | ---- | ---- | ---- |
| 275  | 253  | 252  | 252  | 250  | 224  | 213  | 203  | 204  |

| 1975 | 1982 | 1990 | 1999 | 2005 | 2006 | 2010 | 2015 | 2020 |
| ---- | ---- | ---- | ---- | ---- | ---- | ---- | ---- | ---- |
| 171  | 179  | 163  | 188  | 182  | 183  | 195  | 205  | 208  |

| 2022 | - | - | - | - | - | - | - | - |
| ---- | - | - | - | - | - | - | - | - |
| 208  | - | - | - | - | - | - | - | - |

### Enseignement
Établissements d'enseignements :
- Écoles maternelles et primaires à Rehaupal, Le Tholy ;
- Collèges à Le Tholy, Gérardmer ;
- Lycées à Bruyères, Gérardmer.

### Santé
Professionnels et services de santé :
- Médecins à Le Tholy, Gérardmer, Granges-sur-Vologne ;
- Pharmacies à Le Tholy, Gérardmer, Granges-sur-Vologne ;
- Soins hospitaliers au Centre hospitalier d'Épinal et Centre hospitalier de Remiremont ;
- EPHAD : Bruyères, Gérardmer.

### Cultes
- Culte catholique, Paroisse Saint Antoine-en-Vologne[26], Diocèse de Saint-Dié.

## Économie

### Entreprises et commerces

#### Agriculture
- Culture de céréales, de légumineuses et de graines oléagineuses.
- Élevage de vaches laitières.
- Élevage d'autres animaux.

#### Tourisme
- Hébergements et restauration à Rehaupal, Bruyères, Champdray, Gérardmer, Laveline-du-Houx, Le Tholy.

#### Commerces
- Commerces et services de proximité à Granges-sur-Vologne, Gérardmer, Jussarupt, Le Tholy.

## Lieux et monuments

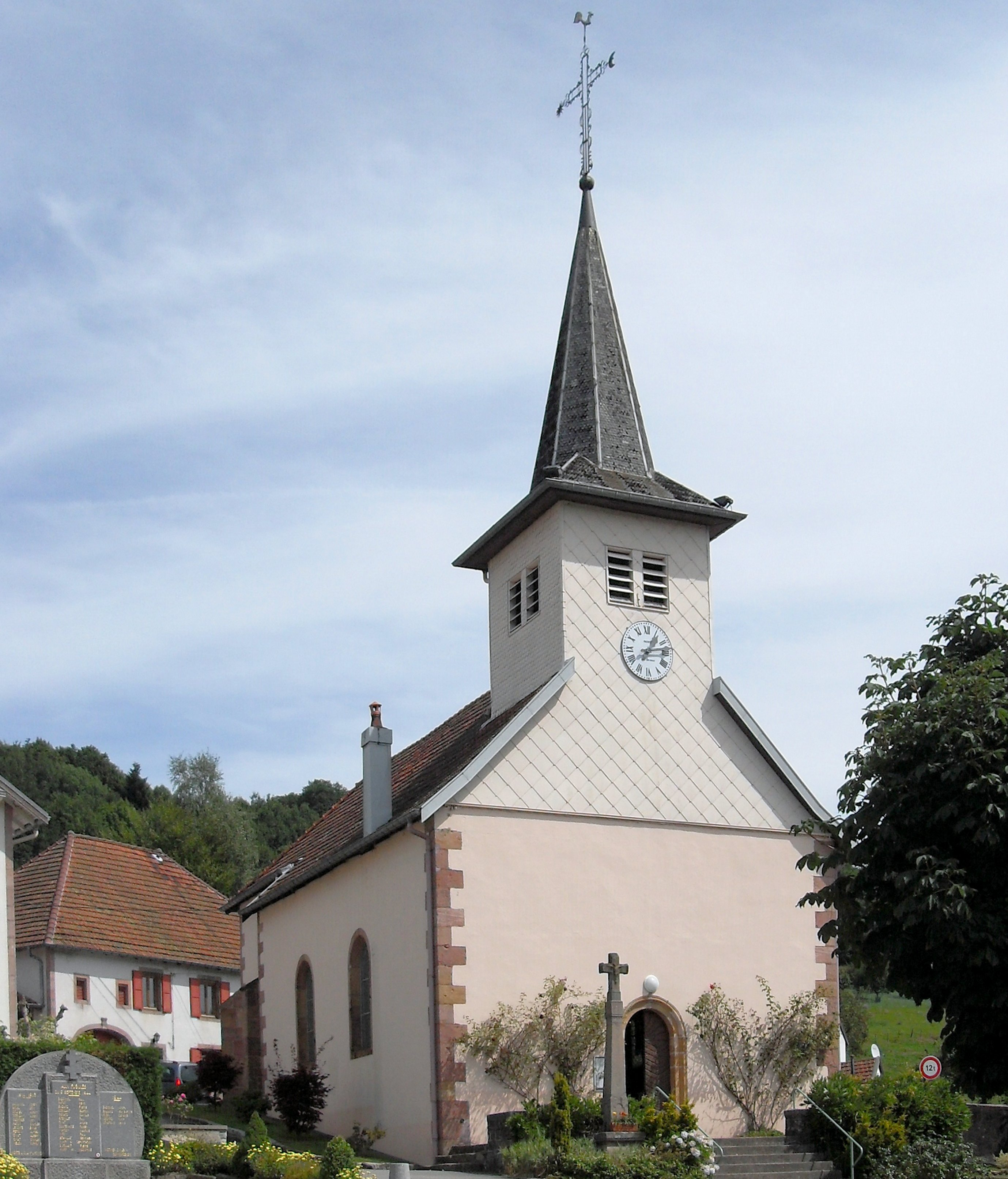
L'église Saint-Pierre.
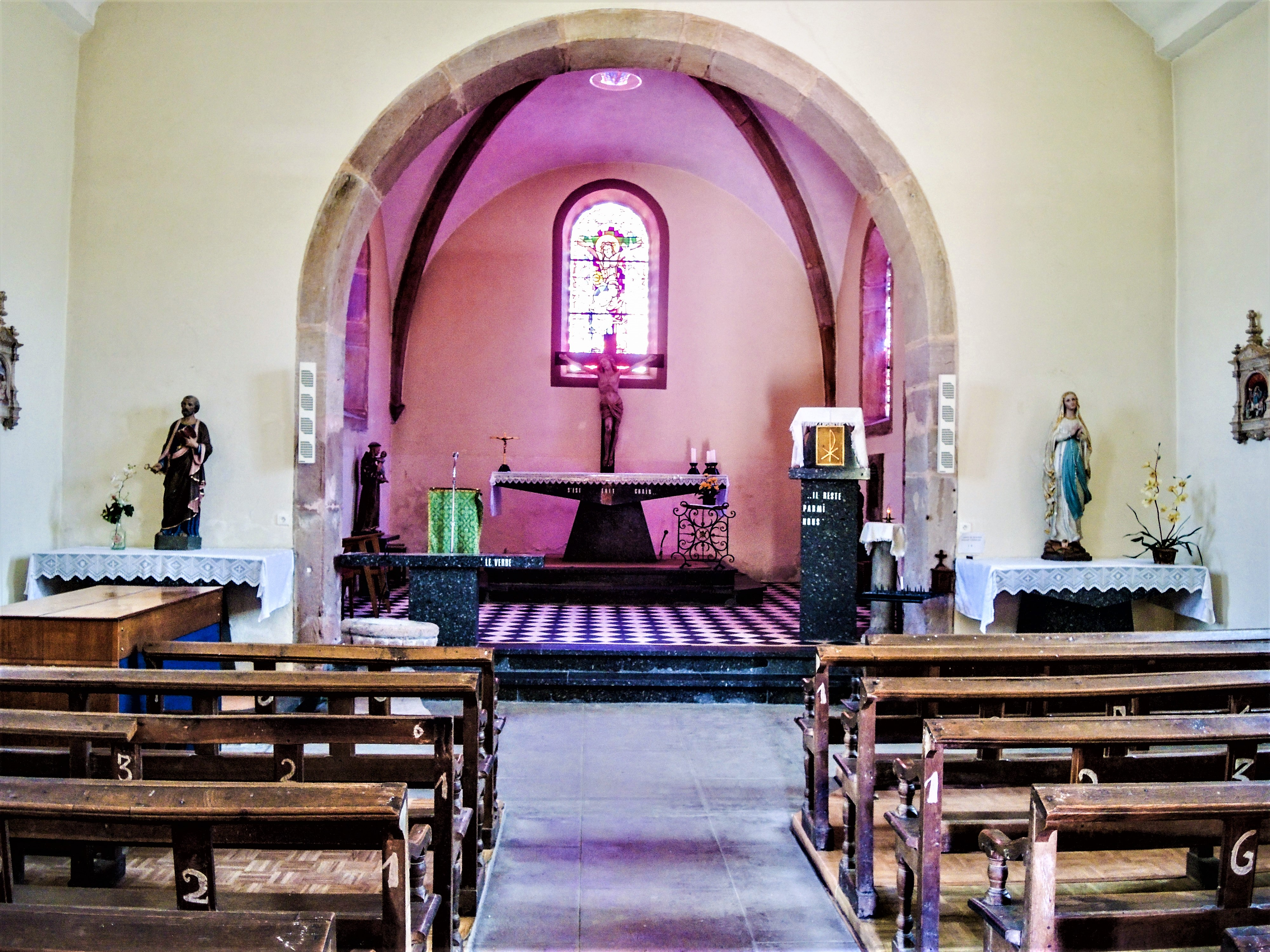
Nef de l'église.
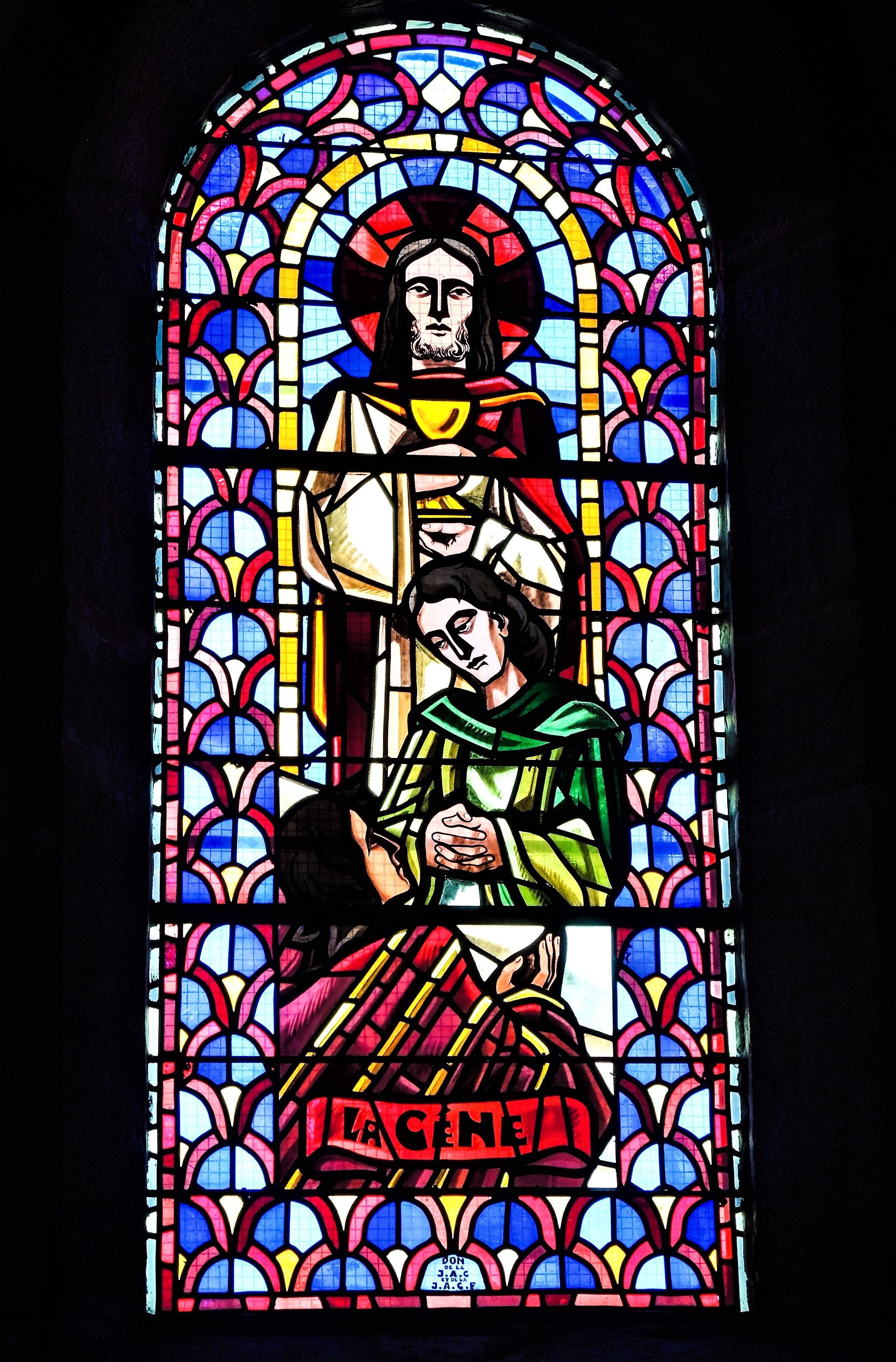
Vitrail du chœur.
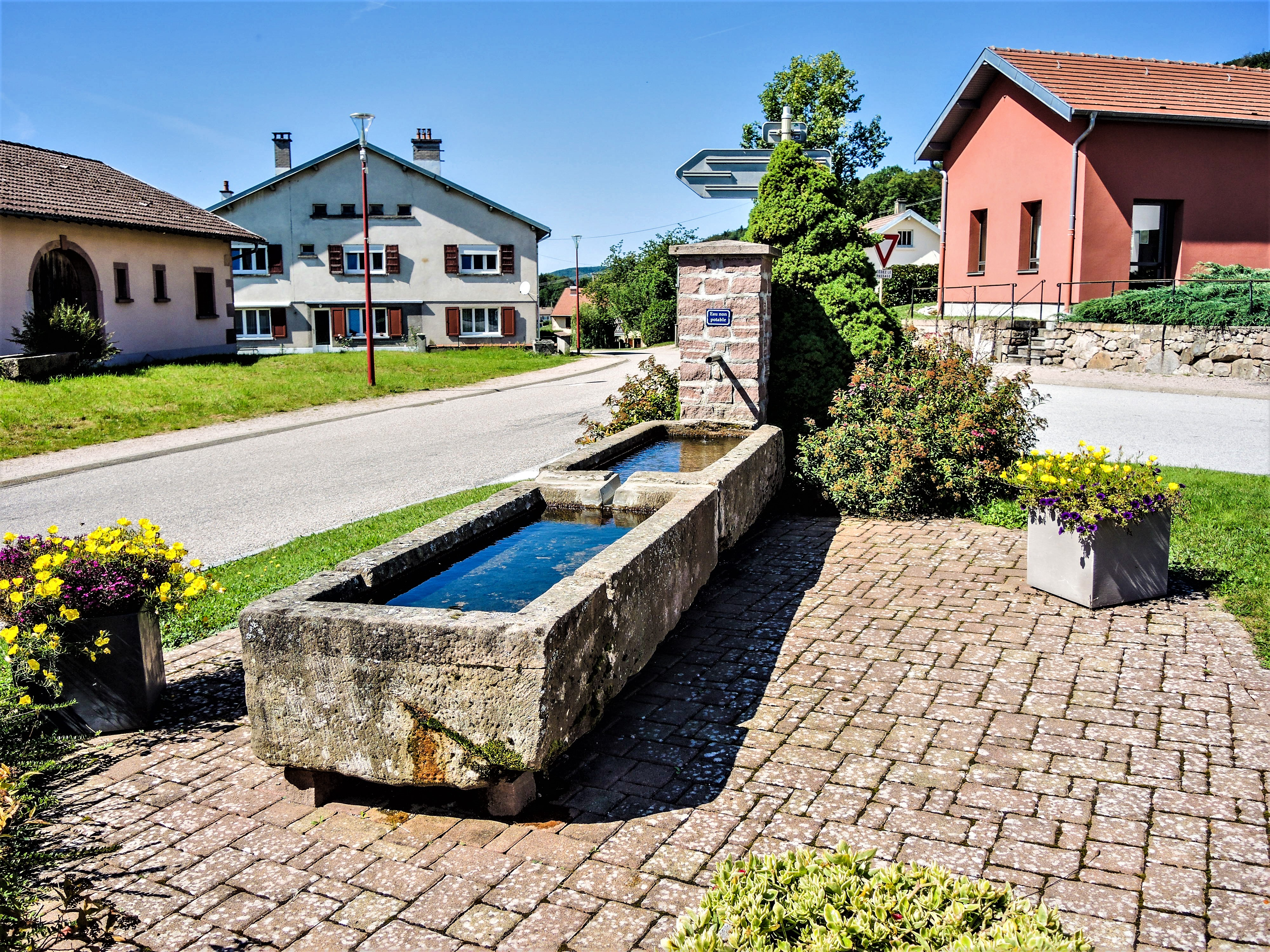
Fontaine-abreuvoir devant l'église.
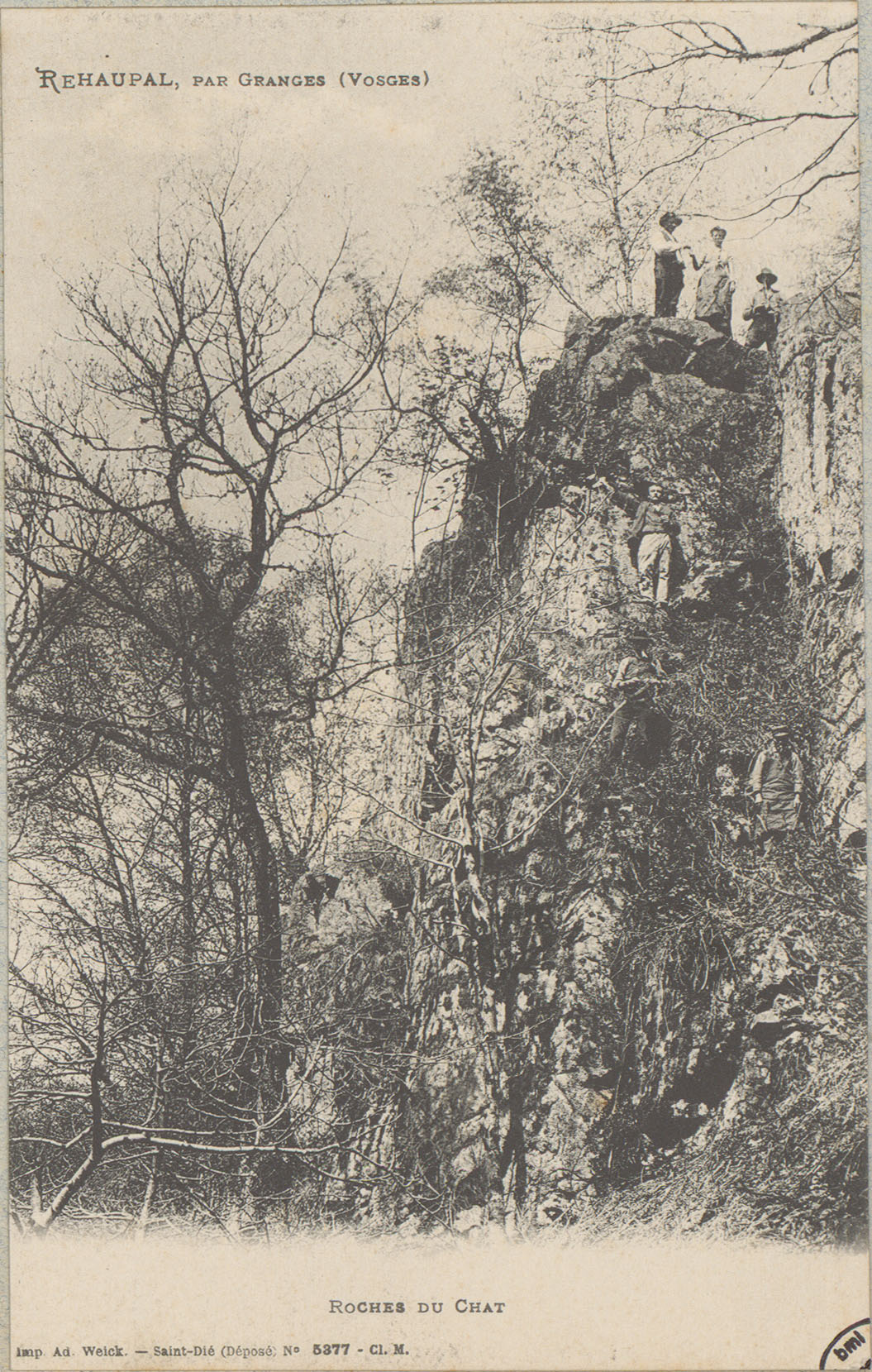
Les roches du Chat (carte postale Adolphe Weick).

- L'église Saint-Pierre de 1723[27].
- Monuments commémoratifs. Conflits commémorés : Guerres 1914-1918 - 1939-1945 :

Plaque commémorative.
Monument aux fusillés du 09 septembre 1944.
- Minoterie Viry[30],[31].
- Chaîne de production de la farine : trieur, convertisseur, plansichter[32].
- Gorge dite le Trou de l'enfer, entre la Racine et le Haut-Vacon, dans la vallée de Barba[33], site naturel classé le 8 décembre 1910[34].

## Héraldique
| Blason à dessiner | Blason  | Tiercé en pairle renversé: au 1e de gueules à deux clés d'argent passée en sautoir, au 2e d'or au sapin coupé de sinople, fûté de tenné, au 3e d'argent à la roue de moulin de sable soutenue d'une burelle ondée d'azur. |
| Blason à dessiner | Détails | Adopté le 1er juillet 2024. |

## Pour approfondir